# Стефан Кантакузин
Стефан Кантакузино (Грчки:Στέφανος Καντακουζινός; 1675 – 7. јун 1716.) био је господар Влашке области од априла 1714. до 21. јануара 1716. године, као последњи земаљски владар земље пре успостављања владавине фанариота.

## Биографија
Стефан Кантакузин је био део породице Кантакузино, која се у другој половини XVII века борила са породицом Балеану за превласт у политици Влашке, и на крају победила.
Његов деда је био постелник Константин I Кантакузин. Стефан је био син столника Константина II Кантакузина, великог румунског хуманисте школованог у Италији. Преко оца је био братанац господара Влашке војводе Шербана Кантакузина, Михаја Кантакузина и Станке Кантакузино, мајке војводе Константина Бранковеануа.
За време владавине његовог стрица војводе Шербана (1678-1688), породица Кантакузино је надјачала ривале Баленије. У време Шербанове смрти, племићи Константин II Кантакузин и Михај Кантакузин договорили су избор Константина Бранковеануа на престо, који је у почетку имао важну улогу у пословима земље.

## Владавина
После 1704. године, однос Кантакузина и Бранковеануа се погоршао, што је кулминирало дезертерством Томе Кантакузина током руско-турског рата. Узрок зле крви била је Бранковеануова амбиција да створи наследну монархију, што је било у супротности са жељом столника Константина II Кантакузина да свог сина постави на владарски престо.
Дана 24. марта/5. априла, војвода Константин Бранковеану је свргнут, а сутрадан, на Благовести, Стефан је изабран за господара, којег је бојарима наметнуо турски имброхор. Стефан Кантакузин је подстицао притужбе у Цариграду против војводе Константина Бранковеануа, предао Турцима његову преписку са Немцима и узео имовину Бранковеануових пријатеља.
Стефан је потврђен за владара 23. априла/4. маја 1714. године, након што је послао у Цариград као амбасадоре бана Константина Штирбеја и његовог сународника Радуа Дудескуа.
Током његове владавине почиње рат између Турака и европских хришћана на челу са принцом Еугеном Савојским. Војвода Стефан је стао на страну Хабзбуршких Немаца, саопштавајући генералу Стефану Штајнвилу вести о ратном стању Порте.
Војводу Стефана је оклеветао и уклонио из Букурешта један Капуги, послат преко Капије 9/20 или 21. јануара 1716. године. Док је Дел Кјаро указао на последњи датум, унутрашње хронике помињу 9. јануар (стари стил). Енглески посланик у Цариграду је већ 9. јануара писао државном секретару да је узрок уклањања љубомора великог везира, а војводу Стефана смењује Маврокордат јер је Порта имала више поверења у њега, а његова породица у Цариграду је пореклом из Чезасије.
Војвода Стефан је отишао у Цариград 25. јануара, заједно са оцем, женом и два сина, у почетку му је било дозвољено да живи у кућама у Румунском власништву у престоници Османског царства, примајући неограничене посете.
Убијен је у ноћи 25. на 26. мај/6. на 7. јун 1716. године у Цариграду, заједно са оцем. Њихова тела су бачена у море, а главе пуњене памуком и послате у Адрианопољ, где су представљене везиру Гин-Али. Неколико дана касније, бранилац Михај Кантакузин и Раду Дудеску одведени су под строгом стражом у Адријанопољ и задављени.

## Породица
Војвода Стефан Кантакузин је био ожењен војвоткињом Пауном Гречану, ћерком племића Андроника Гречануа. Имали су два сина, Радуа Кантакузина и Константина Кантакузина.